# 가봉의 부통령
가봉의 부통령(프랑스어: Vice-président du Gabon)은 가봉의 정치적 위치이다. 부통령의 역할은 대통령을 보좌하는 것이고 부통령을 맡고 있는 사람은 권력 공백이 발생할 때 임시 역할을 하지 않는다.
현재 부통령은 세라핀 문둥가로, 2025년 5월 5일부터 부통령직에 재임하고 있다.

## 역사

### 초기
1966년 헌법의 개정으로 부통령은 대통령의 자동 후계자가 되었다. 1966년 오마르 봉고는 병든 레옹 음바 대통령의 뒤를 이어 대통령이 될 것이라는 기대와 함께 부통령으로 임명되었고, 1967년 11월 음바가 사망한 후 그는 그렇게 했다. 1975년 4월 부통령직이 폐지되고 총리직이 부여되었다.

### 복원
1997년에 가봉의 대통령이 임명한 자리로 부통령직이 복원되었다. 부통령은 대통령의 대리인 역할을 했지만, 대통령의 헌법상 후임자는 아니었다. 알리 봉고 온딤바 대통령은 2009년 10월에 부통령직을 폐지했다.

## 역대 부통령 목록
| 대                                    | 초상 | 이름 (출생일-사망일)                | 취임일          | 퇴임일                        | 정당         | 대통령                                    |
| ------------------------------------- | ---- | ----------------------------------- | --------------- | ----------------------------- | ------------ | ----------------------------------------- |
| 1                                     |      | 폴마리 옘비트 (1917-1978)           | 1961년 2월      | 1966년 11월                   | 가봉 민주당  | 레옹 음바                                 |
| 2                                     |      | 오마르 봉고 (1935-2009)             | 1966년 11월     | 1967년 11월                   | 가봉 민주당  | 레옹 음바                                 |
| 3                                     |      | 레옹 메비암 (1934-2015)             | 1968년          | 1975년 4월                    | 가봉 민주당  | 오마르 봉고                               |
| 공석 (1975년 4월-1997년 5월)          |      |                                     |                 |                               |              |                                           |
| 4                                     |      | 디드잡 디붕기 응딩게 (1946- )       | 1997년 5월      | 2009년 10월                   | 민주공화동맹 | 오마르 봉고 로즈 프랑신 로공베(직무 대행) |
| 공석 (2009년 10월-2017년 8월 21일)    |      |                                     |                 |                               |              |                                           |
| 5                                     |      | 피에르 클라버 마강가 무사부 (1952-) | 2017년 8월 21일 | 2019년 5월 21일               | 사회민주당   | 알리 봉고 온딤바                          |
| 공석 (2019년 5월 21일-2023년 1월 9일) |      |                                     |                 |                               |              |                                           |
| 6                                     |      | 로즈 크리스티앙 라폰다 (1963- )     | 2023년 1월 9일  | 2023년 8월 30일 (쿠데타 축출) | 가봉 민주당  | 알리 봉고 온딤바                          |
| —                                     |      | 조셉 오원도트 베레 (1945- )         | 2023년 9월 11일 | 2025년 5월 5일                | 무소속       | 브리스 올리귀                             |
| 7                                     |      | 세라핀 문둥가 (1964- )              | 2025년 5월 5일  | 현재                          | 건국자집회   | 브리스 올리귀                             |

## 같이 보기
- 가봉의 총리